# NBA All-Star Game 2014
Le NBA All-Star Game 2014 est la 63e édition du NBA All-Star Game. Il s'est tenu le 16 février 2014 au New Orleans Arena à La Nouvelle-Orléans, Louisiane. C'est la deuxième fois que le All-star Game se joue à La Nouvelle-Orléans après le NBA All-Star Game 2008,.

## LesAll Stars Game
Les cinq titulaires de chaque sélection sont déterminés par les votes du public sur NBA.com. Les remplaçants le sont par les entraîneurs des trente franchises de la Ligue.

### Les entraîneurs
| |  |  |
| Frank Vogel (à gauche) et Scott Brooks (à droite) ont été sélectionnés comme entraîneurs respectifs de l'Est et de l'Ouest. |  |  |

Les entraîneurs des deux équipes du All-Star Game sont ceux des équipes classées au premier rang de chaque conférence au 30 janvier 2014. Si un des entraîneurs était déjà choisi lors du All-Star Game précédent, alors l'entraîneur est celui de la deuxième meilleure équipe de la conférence. Ainsi pour le All-Star Game 2014, Erik Spoelstra, du Heat de Miami et Gregg Popovich, des Spurs de San Antonio sont inéligibles pour le match.
C'est Frank Vogel, entraîneur des Pacers de l'Indiana, qui dirige l'équipe de l'Est, dans laquelle il voit notamment évoluer ses joueurs Paul George et Roy Hibbert. Côté conférence Ouest, le rôle est tenu par l'entraîneur du Thunder d'Oklahoma City, Scott Brooks, sa franchise ayant un seul joueur sélectionné, Kevin Durant.

### Joueurs
| Pos.        | Joueur          | Équipe                 | Participation | Nombre de votes       |
| Titulaires  | Titulaires      | Titulaires             | Titulaires    | Titulaires            |
| ----------- | --------------- | ---------------------- | ------------- | --------------------- |
| PG          | Kyrie Irving    | Cavaliers de Cleveland | 2e            | 860 221               |
| SG          | Dwyane Wade     | Heat de Miami          | 10e           | 929 542               |
| SF          | Paul George     | Pacers de l'Indiana    | 2e            | 1 211 318             |
| SF          | LeBron James    | Heat de Miami          | 10e           | 1 416 419             |
| SF          | Carmelo Anthony | Knicks de New York     | 7e            | 935 702               |
| Remplaçants |                 |                        |               |                       |
| C           | Joakim Noah     | Bulls de Chicago       | 2e            | Choix des entraîneurs |
| C           | Roy Hibbert     | Pacers de l'Indiana    | 2e            | Choix des entraîneurs |
| PF/C        | Chris Bosh      | Heat de Miami          | 9e            | Choix des entraîneurs |
| PF          | Paul Millsap    | Hawks d'Atlanta        | 1re           | Choix des entraîneurs |
| SG          | DeMar DeRozan   | Raptors de Toronto     | 1re           | Choix des entraîneurs |
| SG          | Joe Johnson     | Nets de Brooklyn       | 7e            | Choix des entraîneurs |
| PG          | John Wall       | Wizards de Washington  | 1re           | Choix des entraîneurs |
| Entraîneur  |                 |                        |               |                       |
|             | Frank Vogel     | Pacers de l'Indiana    |               |                       |

| Pos.        | Joueur            | Équipe                    | Participation | Nombre de votes       |
| Titulaires  | Titulaires        | Titulaires                | Titulaires    | Titulaires            |
| ----------- | ----------------- | ------------------------- | ------------- | --------------------- |
| PG          | Stephen Curry     | Warriors de Golden State  | 1re           | 1 047 281             |
| SG          | Kobe Bryant*      | Lakers de Los Angeles     | 16e           | 988 864               |
| SF          | Kevin Durant      | Thunder d'Oklahoma City   | 5e            | 1 396 294             |
| PF/C        | Blake Griffin     | Clippers de Los Angeles   | 4e            | 688 466               |
| PF/C        | Kevin Love        | Timberwolves du Minnesota | 3e            | 661 246               |
| Remplaçants |                   |                           |               |                       |
| C           | Dwight Howard     | Rockets de Houston        | 8e            | Choix des entraîneurs |
| PF          | LaMarcus Aldridge | Trail Blazers de Portland | 3e            | Choix des entraîneurs |
| PF          | Dirk Nowitzki     | Mavericks de Dallas       | 12e           | Choix des entraîneurs |
| SG          | James Harden      | Rockets de Houston        | 2e            | Choix des entraîneurs |
| PG          | Chris Paul        | Clippers de Los Angeles   | 7e            | Choix des entraîneurs |
| PG          | Tony Parker       | Spurs de San Antonio      | 6e            | Choix des entraîneurs |
| PG          | Damian Lillard    | Trail Blazers de Portland | 1re           | Choix des entraîneurs |
| Entraîneur  |                   |                           |               |                       |
|             | Scott Brooks      | Thunder d'Oklahoma City   |               |                       |

- Anthony Davis remplace Kobe Bryant sur décision d'Adam Silver pour la conférence Ouest[5].
- James Harden prend la place de Kobe Bryant dans le cinq de départ[6].

NBA All-Star Game Most Valuable Player Award : Kyrie Irving.

### Arbitres
Les arbitres de la rencontre sont Jason Phillips, Marc Davis et Violet Palmer. C'est la première fois qu'une femme arbitre le All-Star Game.

### Records
Lors de ce All-Star Game, onze records ont été battus
Records collectifs des deux équipes:
- Plus grand total de points combinés avec 318 (le précédent record était de 303 en 1987)
- Plus grand nombre de paniers inscrits en combiné avec 135  (le précédent record était de 128 en 2007)
- Plus grand nombre de tirs à trois points réussis en combiné avec 30 (le précédent record était de 26 en 2012 et 2013)
- Plus grand nombre de tirs à trois points tentés en combiné avec 100 (le précédent record était de 71 en 2013)
- Plus grand nombre de passes décisives en combiné avec 88 (le précédent record était de 85 en 1984)

Records établis par l'équipe de l'Est:
- Plus grand nombre de paniers inscrits par une équipe avec 70 pour l’Est (le précédent record était de 69 pour l’Ouest en 2007)
- Plus grand nombre de points marqués par une équipe avec 163 pour l’Est  (le précédent record était de 155 en 2003 par l’Ouest après 2 prolongations)

Records établis par l'équipe de l'Ouest:
- Plus grand nombre de tirs à trois points inscrits par une équipe avec 16 pour l’Ouest (le précédent record était de 14 par l’Est en 2012 et par l’Ouest en 2013)
- Plus grand nombre de tirs à trois points tentés par une équipe avec 56 pour l’Ouest (le précédent record était de 39 par l’Est en 2013)

Records personnels:
- Plus grand nombre de paniers réussis par un joueur avec 19 par Blake Griffin (le précédent record était de 17 par Wilt Chamberlain, Michael Jordan, Kevin Garnett)
- Plus grand nombre de tirs à trois points inscrits par un joueur avec 8 pour Carmelo Anthony ((le précédent record était de 6 par Mark Price en 1993 et LeBron James en 2012)

## Le All-star week-end

### Rising Stars Challenge
| Tour                                                | Choix | Poste | Joueur                  | Équipe                          | R/S       |
| --------------------------------------------------- | ----- | ----- | ----------------------- | ------------------------------- | --------- |
| 1                                                   | 1     | F/C   | Anthony Davis           | Pelicans de La Nouvelle-Orléans | Sophomore |
| 2                                                   | 4     | PG    | Michael Carter-Williams | 76ers de Philadelphie           | Rookie    |
| 3                                                   | 6     | SG    | Tim Hardaway, Jr.       | Knicks de New York              | Rookie    |
| 4                                                   | 8     | PG    | Trey Burke              | Jazz de l'Utah                  | Rookie    |
| 5                                                   | 10    | PF/C  | Jared Sullinger         | Celtics de Boston               | Sophomore |
| 6                                                   | 12    | PF/C  | Mason Plumlee           | Nets de Brooklyn                | Rookie    |
| 7                                                   | 14    | SG    | Victor Oladipo          | Magic d'Orlando                 | Rookie    |
|                                                     |       | C     | Steven Adams            | Thunder d'Oklahoma City         | Rookie    |
|                                                     |       | PF/C  | Kelly Olynyk            | Celtics de Boston               | Rookie    |
| Entraîneur : Rex Kalamian (Thunder d'Oklahoma City) |       |       |                         |                                 |           |
| Manager : Chris Webber                              |       |       |                         |                                 |           |

| Tour                                             | Choix | Poste | Joueur                | Équipe                    | R/S       |
| ------------------------------------------------ | ----- | ----- | --------------------- | ------------------------- | --------- |
| 1                                                | 2     | PG    | Damian Lillard        | Trail Blazers de Portland | Sophomore |
| 2                                                | 3     | SG    | Bradley Beal          | Wizards de Washington     | Sophomore |
| 3                                                | 5     | C     | Andre Drummond        | Pistons de Détroit        | Sophomore |
| 4                                                | 7     | SF    | Harrison Barnes       | Warriors de Golden State  | Sophomore |
| 5                                                | 9     | SF    | Terrence Jones        | Rockets de Houston        | Sophomore |
| 6                                                | 11    | SG/SF | Giannis Antetokounmpo | Bucks de Milwaukee        | Rookie    |
| 7                                                | 13    | C     | Jonas Valančiūnas     | Raptors de Toronto        | Sophomore |
|                                                  |       | SG    | Dion Waiters          | Cavaliers de Cleveland    | Sophomore |
|                                                  |       | PF/C  | Pero Antić (*)        | Hawks d'Atlanta           | Rookie    |
|                                                  |       | PF/C  | Miles Plumlee (*)     | Suns de Phoenix           | Sophomore |
| Entraîneur : Nate McMillan (Pacers de l'Indiana) |       |       |                       |                           |           |
| Manager : Grant Hill                             |       |       |                       |                           |           |

MVP : Andre Drummond.
(*) : Pero Antić des Hawks d'Atlanta, blessé, est remplacé par Miles Plumlee des Suns de Phoenix.
Cinq somophores étaient présents comme rookies en 2013 : Harrison Barnes, Bradley Beal, Anthony Davis, Damian Lillard et Dion Waiters.

### Concours de dunk
Le concours de dunk, nommé Sprite Slam Dunk Contest et dont le vainqueur est désigné à l'issue d'un vote des fans par SMS et par Twitter.
- Notes: 
  - Le Slam Dunk Contest 2014 réunit six joueurs, avec trois joueurs par conférence.
  - Le temps alloué pour le dunk est réduit de 2 minutes à 1 minute 30 secondes, mais le joueur n'ayant pas fini son dunk en 1 minute 30 aura un essai final.
  - Au premier tour, chaque compétiteur fera deux dunks notés sur une échelle de 6 à 10 par cinq juges. Pour la finale, c'est le vote des fans qui décidera du vainqueur.

| Conférence | Joueurs | Résultats |
| ---------- | --- | --------- |
| Est        | Paul George, Indiana Pacers Terrence Ross, Toronto Raptors John Wall, Washington Wizards                    | Lauréat   |
| West       | Harrison Barnes, Golden State Warriors Damian Lillard, Portland Trailblazers Ben McLemore, Sacramento Kings |           |

| Conférence | Joueurs                                | Résultats | Vainqueur |
| ---------- | -------------------------------------- | --------- | --------- |
| Est        | Terrence Ross, Toronto Raptors         | Lauréat   |           |
| West       | Damian Lillard, Portland Trailblazers  |           |           |
|            |                                        |           |           |
| Est        | Paul George, Indiana Pacers            | Lauréat   |           |
| West       | Harrison Barnes, Golden State Warriors |           |           |
|            |                                        |           |           |
| Est        | John Wall, Washington Wizards          | Lauréat   | Lauréat   |
| West       | Ben McLemore, Sacramento Kings         |           |           |

### Concours de tirs à trois points
Le Foot Locker Three-point Shootout réunit maintenant huit joueurs dont quatre par Conférence.
| Pos. | Joueur        | Équipe                 | taille | Premier tour | Finale |
| ---- | ------------- | ---------------------- | ------ | ------------ | ------ |
| SG   | Bradley Beal  | Wizards de Washington  | 1,96 m | 21           | 18     |
| PG   | Kyrie Irving  | Cavaliers de Cleveland | 1,91 m | 17           |        |
| SG   | Arron Afflalo | Magic d'Orlando        | 1,96 m | 15           |        |
| SG   | Joe Johnson   | Nets de Brooklyn       | 2,01 m | 11           |        |

| Pos. | Joueur          | Équipe                    | taille | Premier tour | Finale |
| ---- | --------------- | ------------------------- | ------ | ------------ | ------ |
| SG   | Marco Belinelli | Spurs de San Antonio      | 1,96 m | 19           | 24     |
| PG   | Damian Lillard  | Trail Blazers de Portland | 1,91 m | 18           |        |
| PF   | Kevin Love      | Timberwolves du Minnesota | 2,08 m | 16           |        |
| PG   | Stephen Curry   | Warriors de Golden State  | 1,91 m | 16           |        |

La finale opposant Marco Belinelli à Bradley Beal a donné lieu à une égalité de 19 partout, nécessitant une prolongation.

## Pour approfondir